# ベイト・ハナシ
ベイト・ハナッシ（英: Beit HaNassi、ヘブライ語: בֵּית הַנָּשִׂיא）は、イスラエル大統領の官邸および公邸。

## 歴史
イスラエルの初代大統領であるハイム・アズリエル・ヴァイツマンは中央地区にある都市レホヴォトの私邸に住んでいた。その後1963年に2代大統領のイツハク・ベンツビが死去すると、イスラエル政府は大統領官邸の建設を決めた。
1964年にエルサレムにて大統領官邸の建設が開始され1971年に完成した。

## 建物
ベイト・ハナッシには、大統領執務室が設置されている。

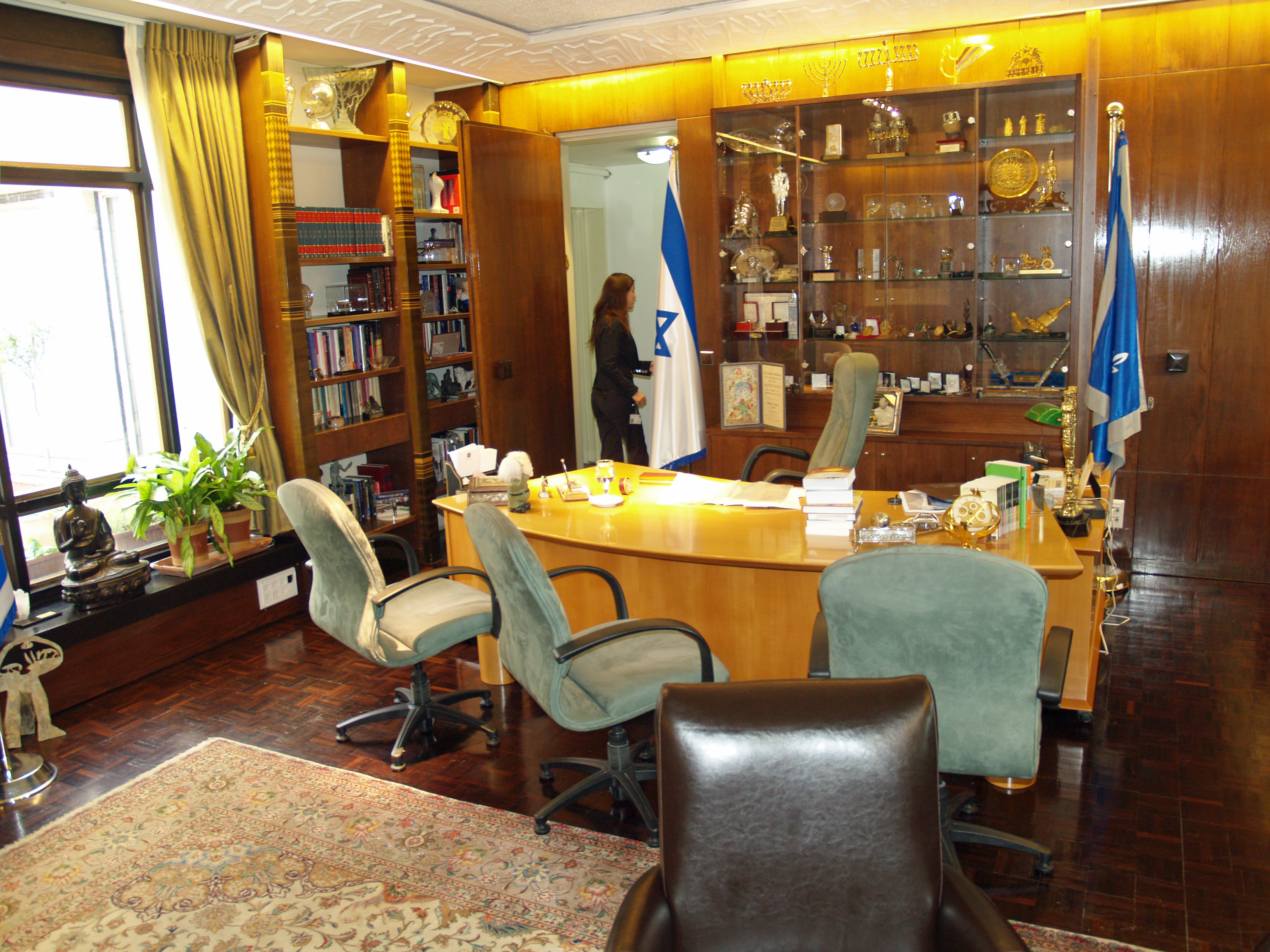
大統領執務室
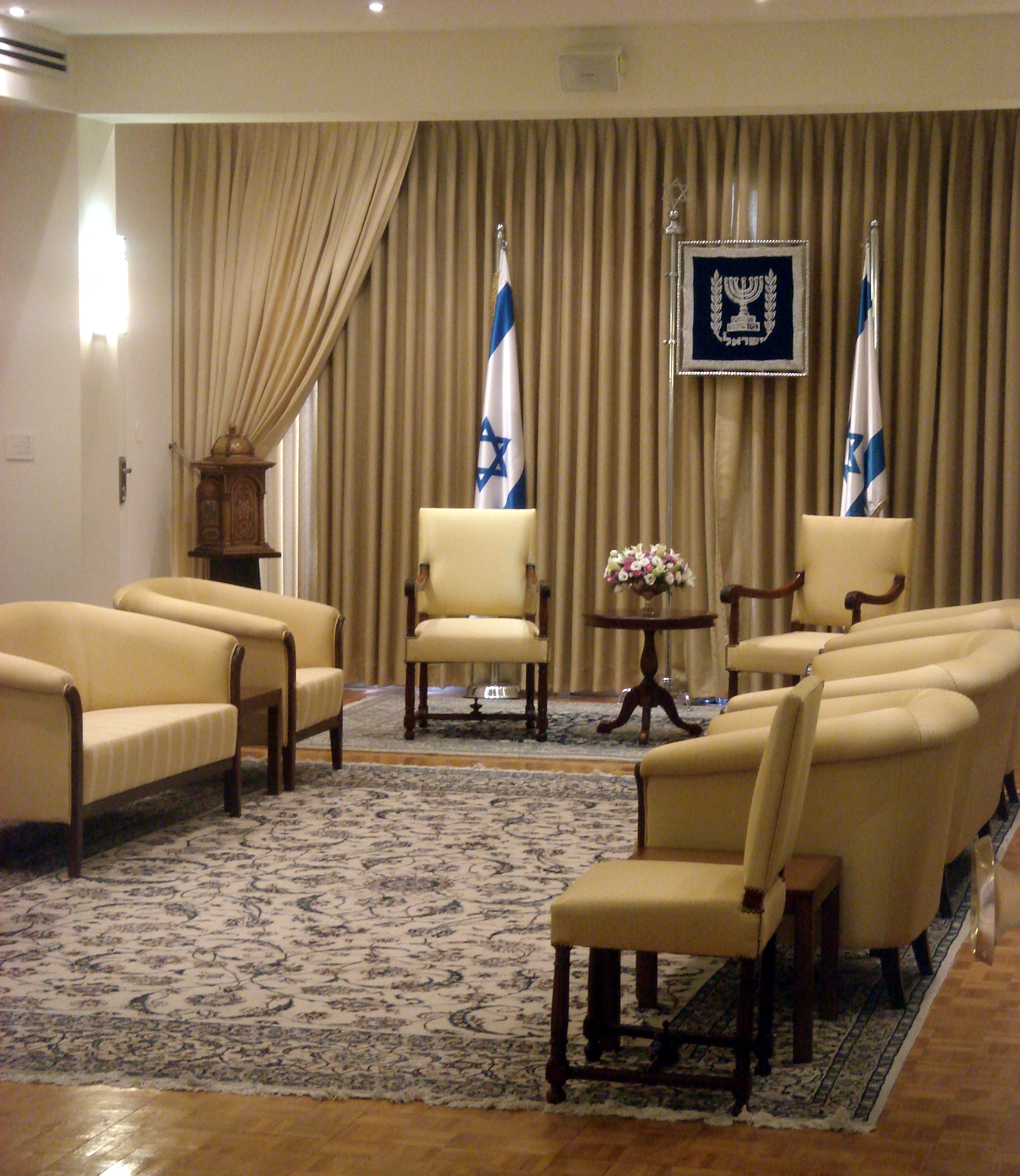
会議室